# Euselasia cucuta
Euselasia cucuta is een vlindersoort uit de familie van de prachtvlinders (Riodinidae), onderfamilie Euselasiinae.
Euselasia cucuta werd in 1902 beschreven door Schaus.